# Mägari
Koordinaten: 58° 53′ N, 23° 32′ O
Mägari (deutsch Maehari) ist ein Dorf (estnisch küla) in der Stadtgemeinde Haapsalu (bis 2017: Landgemeinde Ridala) im Kreis Lääne in Estland.
Der Ort hat 74 Einwohner (Stand 31. Dezember 2011). Er liegt sechs Kilometer südlich der Kernstadt Haapsalu.